# Kaisarianī
Kaisarianī (in greco Καισαριανή?, reso anche come Kesariani o Kessariani) è un comune della Grecia situato nella periferia dell'Attica (unità periferica di Atene Centrale) con 27 193 abitanti secondo i dati del censimento 2001.

## Storia
Kaisarianī si trova a ridosso del massiccio di Imetto e viene fondata con l'arrivo dei profughi venuti dall'Asia Minore il 1922, in particolare si insedia la popolazione greca proveniente da Smirne e dintorni.
Il nome della città e tristemente legato con l'occupazione della Grecia dalle Potenze dell'Asse. Il poligono di tiro presente in zona diventa luogo d'esecuzione. Il 1º maggio 1944 le forze naziste uccisero 200 combattenti Greci, come atto di rappresaglia per la morte di un generale nazista e di altri tre militari, in seguito a un attacco partigiano contro le truppe tedesche.

## Luoghi di Interesse
- Monastero di Kaisarianī, fondato in epoca bizantina.
- Foresta di Kaisarianī ("Καισαριανή"), una delle più estese foreste di Atene, dove durante gli anni 90 il WWF insieme all'associazione "Friends Of The Forest Union Of Athens" hanno portato a termine un programma di riforestazione.[2]

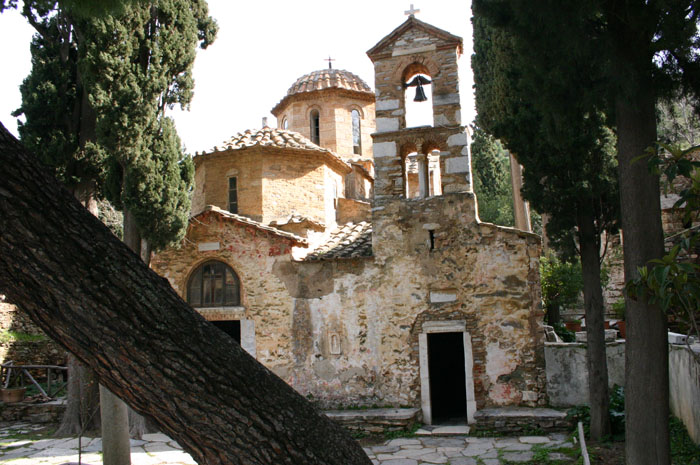
Il monastero di Kaisarianī
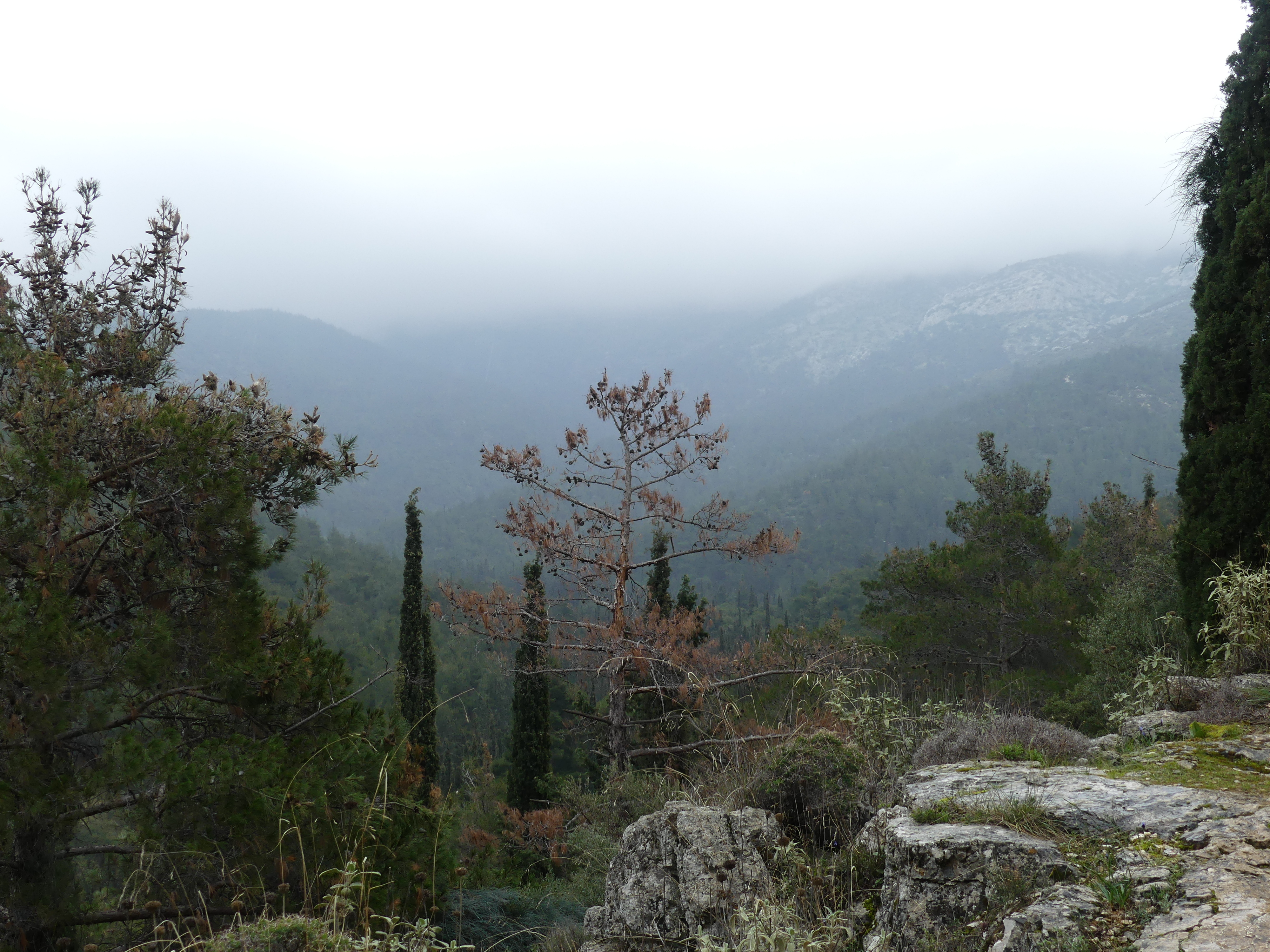
Foresta di Kaisariani
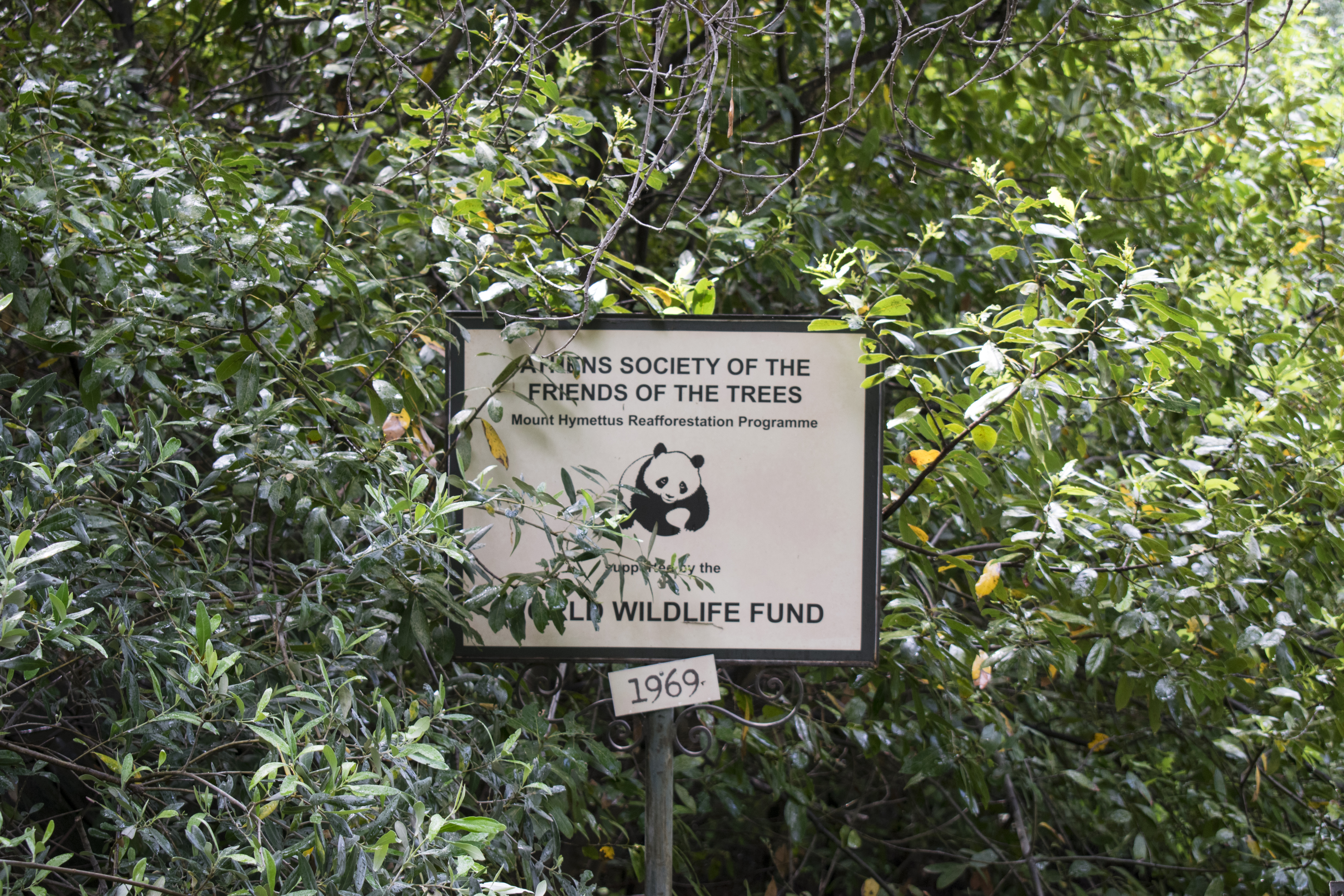
Targa in memoria del programma di riforestazione finanziato dal WWF
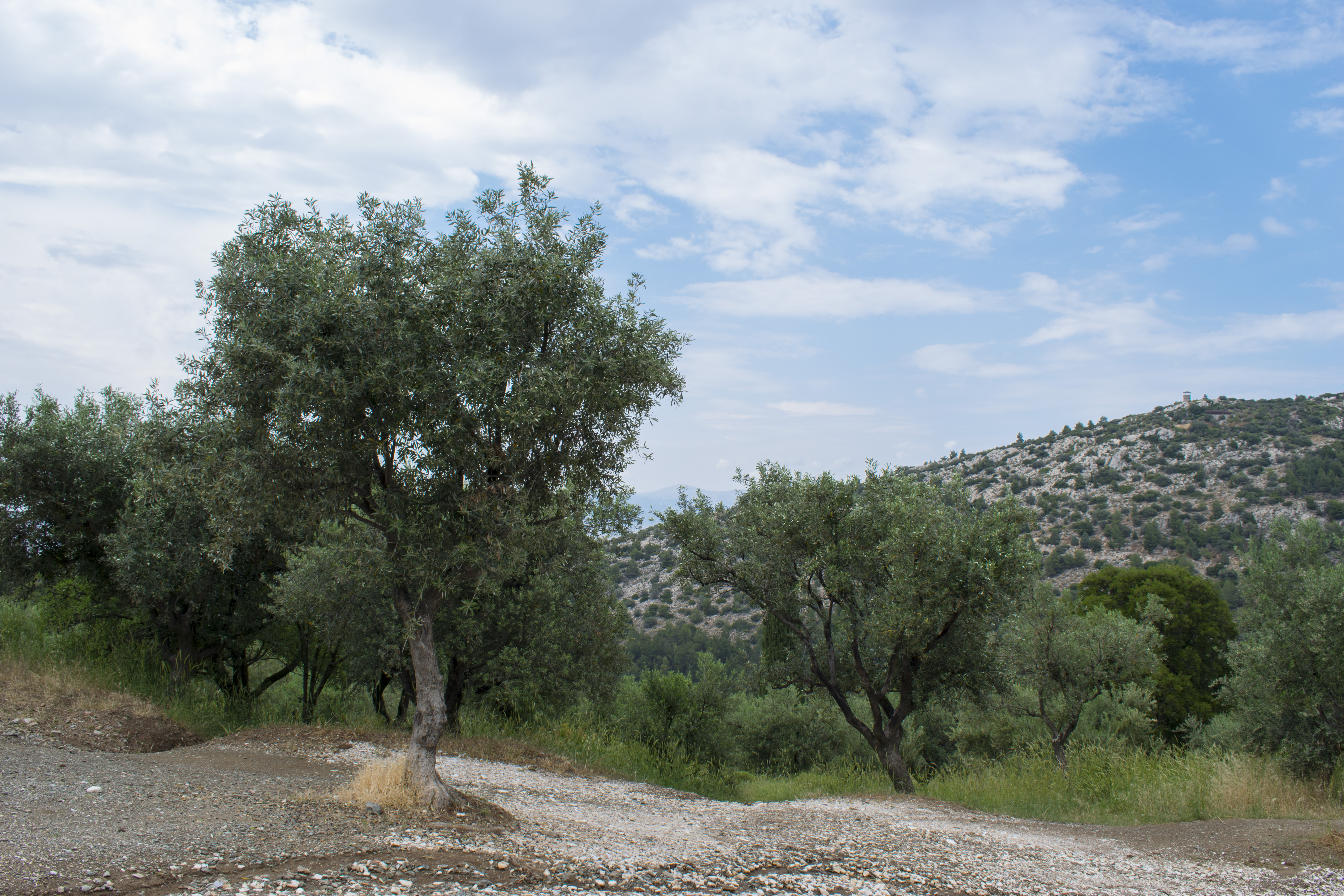
Paesaggio di macchia mediterranea a Kaisariani